# ۱-آمینو-۲-پروپانول
۱-آمینو-۲-پروپانول (به انگلیسی: 1-Amino-2-propanol) با فرمول شیمیایی C۳H۹NO یک ترکیب شیمیایی با شناسه پاب‌کم ۴ است. که جرم مولی آن ۷۵٫۱۰۹۶۶ گرم بر مول می‌باشد.